# U-68
O Unterseeboot 68 foi um submarino alemão que serviu na Kriegsmarine durante a Segunda Guerra Mundial. Em operação de combate participou de 10 patrulhas e afundou 35 navios.

## Afundamento

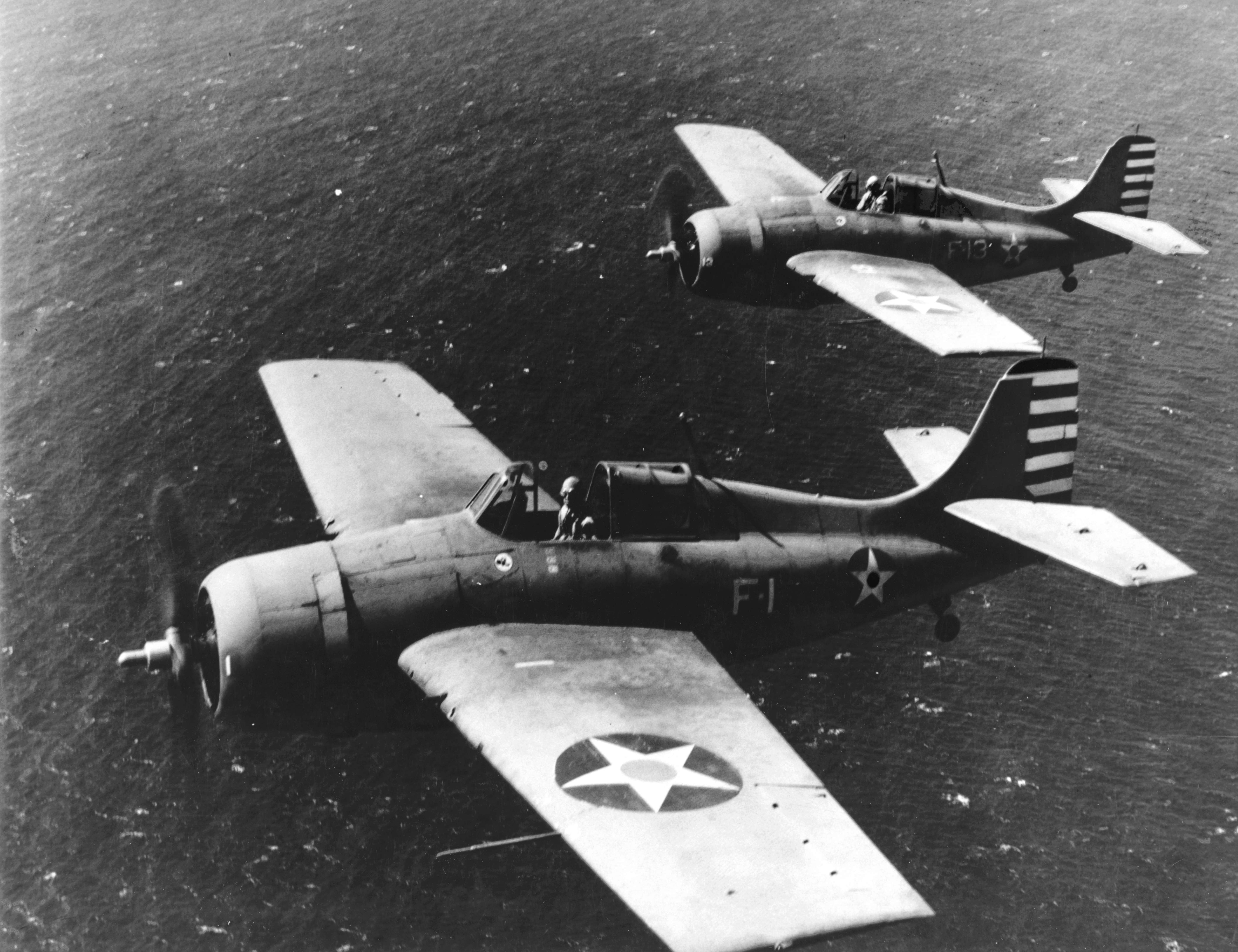
Avião F4F Wildcat do tipo utilizado no ataque ao U-68.

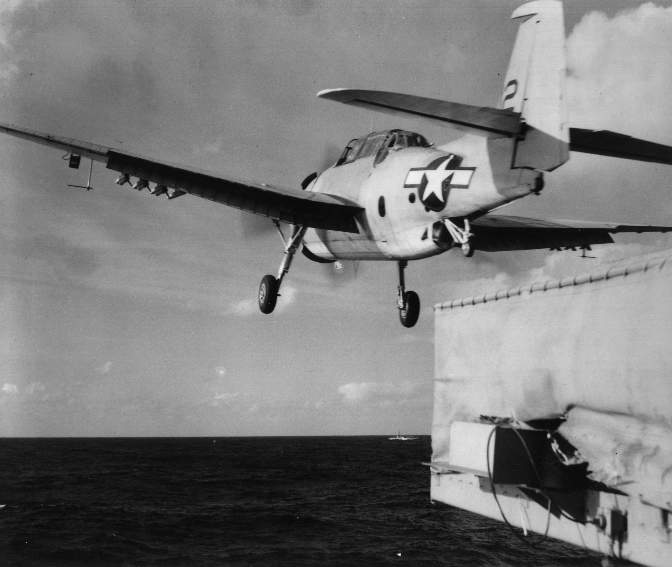
Avião TBF Avenger decolando do USS Guadalcanal (CVE-60).

O U-68 foi afundado por cargas de profundidade e por foguetes lançados de aviões do tipo F4F Wildcat e TBF Avenger que partiram do porta-aviões de escolta norte-americano USS Guadalcanal (CVE-60). No afundamento do submarino 56 tripulantes morreram, conseguindo somente um escapar com vida.
O submarino naufragou a nordeste da Ilha da Madeira, posição 33.24 N, 18.59 W.

## Comandantes
| Comandante                    | Período                                         |
| ----------------------------- | ----------------------------------------------- |
| KrvKpt. Karl-Friedrich Merten | 11 de Fevereiro de 1941 - 21 de Janeiro de 1943 |
| Albert Lauzemis               | 21 de Janeiro de 1943 - 16 de Junho de 1943     |
| Oblt. Ekkehard Scherraus      | 14 de Junho de 1943 - Julho de 1943             |
| Gerhard Seehausen             | Julho de 1943 - 29 de Julho de 1943             |
| Albert Lauzemis               | 30 de Julho de 1943 - 10 de Abril de 1944       |

## Carreira

### Subordinação

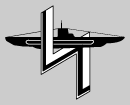
2ª Flotilha de Unterseeboot.

| Período                                      | Flotilha                                              |
| -------------------------------------------- | ----------------------------------------------------- |
| 11 de fevereiro de 1941 - 31 de maio de 1941 | 2. Unterseebootsflottille (treinamento da tripulação) |
| 1 de junho de 1941 - 10 de abril de 1944     | 2. Unterseebootsflottille (operação de guerra)        |

### Patrulhas
|       | Comandante                    | Partida     | Partida | Chegada     | Chegada  | Dias | Toneladas |
| ----- | ----------------------------- | ----------- | ------- | ----------- | -------- | ---- | --------- |
| 1     | KrvKpt. Karl-Friedrich Merten | 30 Jun 1941 | Kiel    | 1 Ago 1941  | Lorient  | 33   |           |
| 2     | KrvKpt. Karl-Friedrich Merten | 11 Set 1941 | Lorient | 25 Dez 1941 | Lorient  | 106  | 23 697    |
| 3     | KrvKpt. Karl-Friedrich Merten | 11 Fev 1942 | Lorient | 13 Abr 1942 | Lorient  | 62   | 39 350    |
| 4     | KrvKpt. Karl-Friedrich Merten | 14 Mai 1942 | Lorient | 10 Jul 1942 | Lorient  | 58   | 50 774    |
| 5     | KrvKpt. Karl-Friedrich Merten | 20 Ago 1942 | Lorient | 6 Dez 1942  | Lorient  | 109  | 56 330    |
| 6     | Albert Lauzemis               | 3 Fev 1943  | Lorient | 7 Mai 1943  | Lorient  | 94   | 10 186    |
| 7     | Albert Lauzemis               | 12 Jun 1943 | Lorient | 16 Jun 1943 | Lorient  | 5    |           |
|       | Albert Lauzemis               | 1 Ago 1943  | Lorient | 3 Ago 1943  | Lorient  | 3    |           |
| 8     | Albert Lauzemis               | 14 Ago 1943 | Lorient | 15 Ago 1943 | Lorient  | 2    |           |
| 9     | Albert Lauzemis               | 8 Set 1943  | Lorient | 23 Dez 1943 | Lorient  | 107  | 17 661    |
| 10    | Albert Lauzemis               | 22 Mar 1944 | Lorient | 10 Abr 1944 | Afundado | 20   |           |
| Total | Total                         | Total       | Total   | Total       | Total    | 596  | 197 998 t |

### Navios afundados
- 32 navios de guerra afundados, num total de 197 453 GRT [1]
- 1 navio de guerra auxiliar afundado, num total de 545 GRT

Entre os navios afundados pelo Unterseeboot 68 destacam-se:
| Data        | Comandante            | Nome da Embarcação      | Toneladas | Nacionalidade   | Comboio |
| ----------- | --------------------- | ----------------------- | --------- | --------------- | ------- |
| 22 Set 1941 | Karl-Friedrich Merten | Silverbelle             | 5 302     | britânico       | SL-87   |
| 22 Out 1941 | Karl-Friedrich Merten | Darkdale                | 8 145     | britânico       |         |
| 3 Mar 1942  | Karl-Friedrich Merten | Helenus                 | 7 366     | britânico       |         |
| 8 Mar 1942  | Karl-Friedrich Merten | Baluchistan             | 6 992     | britânico       |         |
| 5 Jun 1942  | Karl-Friedrich Merten | L.J. Drake              | 6 693     | norte-americano |         |
| 6 Jun 1942  | Karl-Friedrich Merten | C.O. Stillman           | 13 006    | panamenho       |         |
| 10 Jun 1942 | Karl-Friedrich Merten | Surrey                  | 8 581     | britânico       |         |
| 15 Jun 1942 | Karl-Friedrich Merten | Frimaire                | 9 242     | francês         |         |
| 15 Set 1942 | Karl-Friedrich Merten | Breedijk                | 6 861     | holandês        |         |
| 8 Out 1942  | Karl-Friedrich Merten | Gaasterkerk             | 8 679     | holandês        |         |
| 8 Out 1942  | Karl-Friedrich Merten | Swiftsure               | 8 207     | norte-americano |         |
| 6 Nov 1942  | Karl-Friedrich Merten | City of Cairo           | 8 034     | britânico       |         |
| 13 Mar 1943 | Albert Lauzemis       | Cities Service Missouri | 7 506     | norte-americano | GAT-49  |
| 21 Out 1943 | Albert Lauzemis       | HMS Orfasy (T-204)      | 545       | britânico       |         |
| 31 Out 1943 | Albert Lauzemis       | New Columbia            | 6 574     | britânico       |         |